# Gernrode
Gernrode là một thị xã thuộc huyện Harz, Saxony-Anhalt nước Đức. Thị xã đã được đề cập lần đầu vào năm 961 và trở thành thành phố năm 1539. Gernrode có cự ly 9 km về phía nam Quedlinburg trong dãy núi Harz và được xem là một thị xã nghỉ dưỡng.
Gernrode là thủ phủ của Verwaltungsgemeinschaft ("đô thị tập thể") Gernrode/Harz.